# Universidad de Roma III
La Universidad de Roma Tres (en italiano: Università degli Studi Roma Tre) es la tercera universidad pública de Roma en términos cronológicos y la segunda en número de estudiantes inscritos.
El logotipo de la Universidad está formado por una puerta estilizada y por un triángulo insertado en el arco. Este logotipo representa la Porta San Paolo y la Pirámide Cestia, lugares que se encuentran cerca de la Universidad.

## Historia
La Universidad fue fundada en 1992 para satisfacer la demanda de educación superior que había afectado la ciudad de Roma. El crecimiento fue rápido y se ha pasado de 7.000 estudiantes (curso 1992/93) a 35.310 (curso 2015/16).
La universidad fue creada con el objetivo de recuperar áreas industriales y productivas abandonadas o degradadas, sirviendo como agente de recualificación urbana, y artículando sus sedes en torno a la línea B del metro de Roma. Su sede central se ubica en el barrio Ostiense, en una antigua industria de automóviles Alfa Romeo, en las cercanías de la basílica de San Pablo. Tienes sedes además en la inmediación de las estaciones de metro Marconi, Garbatella y Termini, así como en el ex matadero de la ciudad, en Testaccio.

## Oferta formativa
La oferta formativa de la Universidad consiste en 29 cursos de grado, con una duración de tres años; 41 cursos de grado magistral, que duran dos años; 2 cursos de grado magistral en un solo ciclo de cinco años (Derecho y Ciencias de la Educación Primaria). Propone, también, los cursos de especialización de postgrado, máster y doctorados de investigación.
El proceso de transformación reciente, iniciado por la Ley de Reforma Universitaria (N.º 240/2010), que ha llegado a su cumplimiento, ha realizando significativos cambios en la organización de los servicios educativos y de investigación. El nuevo marco incluye 12 Departamentos y dos Escuelas. Los Departamentos son ahora responsables de la investigación científica y de la enseñanza y interlocutores directos de los estudiantes.

## Organización

### Departamentos y Escuelas
Las dos Escuelas tienen la tarea de coordinar las actividades de enseñanza de dos o más departamentos relacionados y de asegurar altos estándares de calidad.
- Escuela de Ciencias Económicas y Administrativas
  - Departamento de Economía
  - Departamento de Ciencias de la Administración
- Escuela de Letras, Filosofía e Idiomas
  - Departamento de Filosofía, Comunicación y Espectáculo
  - Departamento de Lenguas, Literaturas y Culturas
  - Departamento de Humanidades
- Departamento de Arquitectura
- Departamento de Jurisprudencia
- Departamento de Ingeniería
- Departamento de Matemáticas y Física
- Departamento de Ciencias
- Departamento de Ciencias de la Educación
- Departamento de Ciencias Políticas

## Profesores
- Luciano del Castillo
- Andrea Riccardi
- Alessandro Figà Talamanca
- Luigi Ferrajoli
- Renato Moro

## Alumnado
- Noemi
- Virginia Raggi